# Everybody’s Changing
Everybody’s Changing – singel formacji grającej muzykę piano-rock – Keane. Utwór został zrealizowany 3 maja 2003 roku i znalazł się na debiutanckim krążku "Hopes and Fears". Osiągnął miejsce 4. na notowaniu brytyjskim UK Singles Chart.